# Antonia Matos
Antonia Matos (21 de noviembre de 1902 – 22 de junio de 1994) fue una pintora guatemalteca. Su obra formó parte de la prueba de pintura en el concurso de arte de los Juegos Olímpicos de Verano de 1932 en el que presentó el óleo La Carrera de Piraguas. Es conocida principalmente por sus pinturas de desnudos.
Estudió pintura en la academia privada de Justo de Gandarias y Agustín Iriarte entre 1916 y 1917, y fue una de las primeras inscritas en la Academia Nacional de Pintura, fundada en 1920.  Pasó  parte de su vida en París, donde entró en contacto con muchas figuras notables del mundo del arte de principios del siglo XX, además de participar en exposiciones de arte como el Salón de las Tullerías, el Salón de la Sociente des Artistes Francais en 1928 y la Exposición de la Société des Artistes Indépendants en 1930. 

## Biografía
Nacida el 21 de noviembre de 1902, Antonia Clementina Matos Aycinena nació en la zona 1 de la ciudad de Guatemala, hija de José Matos Pacheco, doctor en Derecho Internacional de la Universidad Central de Madrid, y Antonia Aycinena Payés. Antes que ella nació una hermana mayor llamada María, que más tarde estudiaría piano bajo la tutela de Jan Paderewski en París. 
Antonia y su hermana estudiaron cocina en la escuela Cordon Bleu de París. 

## Carrera
Antonia viajaría a París entre los años 1927 y 1928.
Sería en Francia donde Matos desarrollaría su estilo característico y su habilidad en la pintura al óleo a través de estudios de desnudos. Fue admitida en la Escuela de Bellas Artes de París como la primera mujer hispanoamericana y estudió con su maestro Lucien Simon. Aunque su vida como pintora fue criticada por sus padres, su estancia en Francia le permitiría experimentar un éxito inusual y una rica vida social entre pares como Pablo Picasso y Carlos Mérida; este último resultaría ser una gran influencia en su arte. 
El logro más notable de Antonia Matos sería su participación en el concurso de pintura de los Juegos Olímpicos de Los Ángeles de 1932, al que se presentó con su cuadro "La Carrera de Piraguas".   Aunque se le permitió participar, su participación no fue oficial ya que Guatemala no era una nación participante en los Juegos. Por su habilidad recibió una mención honorífica y su pintura para el evento se exhibió en el Museo de Historia, Ciencia y Arte del Condado de Los Ángeles de julio a agosto. 
Hacia finales de la década de 1930 se produjo la elección y el ascenso del Partido Nacional Socialista en Alemania y, como la tensión política aumentaba, el padre de Antonia decidió abandonar París antes del comienzo de cualquier conflicto y volver a Guatemala.  En lugar de independizarse en una gran ciudad con los amigos que había hecho en el extranjero, Antonia aceptó regresar a casa, ya que el clima social de su familia no era compatible con la idea de que una socialité soltera viviera sola en el extranjero. 

## Educación
Antonia asistió a varias escuelas en su vida orientadas a las artes.  En su casa de Guatemala se matriculó en la Academia Nacional de Pintura, para luego inscribirse en la Escuela Nacional de Bellas Artes en 1920. 
La mayor parte de sus logros escolares provienen de su estancia en París entre 1927 y 1928 en la Escuela Parisina de Bellas Artes, tiempo durante el cual pintaría "Los Desnudos", una serie de desnudos que denotan su estilo y le valieron el reconocimiento como artista.  Durante este período, entre 1931 y 1933 ganaría cuatro premios además de participar en los Juegos Olímpicos de 1932 en California, EE. UU. 
Durante su estancia en París, asistió a la Escuela de Artes Culinarias Cordon Bleu junto con su hermana para mejorar sus habilidades culinarias. 

## Controversias
Al regresar de ella y establecerse nuevamente en Guatemala, Antonia Matos tomó contacto con sus antiguos maestros y colegas del arte local guatemalteco, sin percatarse de que ya había avanzado mucho más que todos ellos, tanto en temática como en calidad.  Finalmente, decidió realizar una exposición en Guatemala similar a la que había realizado en la Galería Zak de París. Entre los días 9 y 23, en la sala de exposiciones de la Academia Nacional de Bellas Artes de Guatemala, Antonia exhibió las pinturas de desnudos que había exhibido con grandes elogios en Francia, y en su lugar se encontró con una intensa ola de reacciones y críticas negativas, ya que la naturaleza conservadora de Guatemala en ese momento consideraba impropio que una mujer pintara desnudos. 
La exposición fue breve y sin nadie en la escena artística de Guatemala que la defendiera, Antonia Matos fue condenada al ostracismo del mundo artístico y social.  Después de esto, Antonia desapareció en su casa y pintó sólo en privado. Aunque sus pinturas viajarían ocasionalmente por Europa y los EE. UU. en exposiciones itinerantes, pasarían cincuenta años antes de que alguna de sus pinturas se exhibiera en su país natal. 

## Crítica
Andrés Salmón explícitamente reconoció a Matos en 1933 no por el exotismo de su origen centroamericano, sino por su innato talento de pintora:

Antonia Matos es traductora emotiva del clima de su país, es una pintora auténtica, sin inquietarse por ese exotismo siempre buscado en vano y que no revela más que un didactismo geográfico, sin relación con el propósito esencial de pintar… Sensible, meditada, inquieta pero sostenida, de ardor constante por las certezas de su vocación.

## Logros

### Pinturas
- " La Carerra de Piraguas ", óleo sobre lienzo, 1932. Exhibido en los Juegos Olímpicos de 1932. [3]
- " Los Desnudos", serie de óleos sobre lienzo sin nombre. [3]
- " El Mulato", óleo sobre lienzo, fecha desconocida. [3]
- “ Pinturas Indígenas”, serie de óleos sin nombre. [3]
- " Naturalezas muertas", serie de pinturas al óleo sin nombre. [3]
- " Paisaje de Los Altos", Pintura al Óleo, 1933. Exhibido en la Galería Zak. [3]
- " Retratos Familiares", serie de óleos sin nombre sobre la familia de Antonia. [3]

### Premios
- En 1931 obtuvo el tercer puesto en pintura al óleo. [3]
- En 1932 obtuvo el primer lugar en pintura al óleo y obtuvo una mención honorífica en las Olimpiadas por su pintura " La Carrrera de Piraguas ", inspirada en las selvas que había visto en la Hacienda Covadonga en Guatemala. [3]
- En 1933 obtuvo el segundo lugar en Pintura al Óleo y el segundo lugar en Dibujo. [3]

### Exposiciones
- Participó en las exposiciones colectivas del Salón de Otoño y del Salón de los Independientes. [3]
- Expuesto en la Galería Zak en 1933. [3]
- Exposición individual en Guatemala, Academia Nacional de Bellas Artes, del 9 al 23 de junio de 1934. [3]